# Anticyclus junctus
Anticyclus junctus är en rundmaskart som beskrevs av Gerlach 1956. Anticyclus junctus ingår i släktet Anticyclus och familjen Linhomoeidae. Inga underarter finns listade i Catalogue of Life.